# Debelets
Debelets of Debelec (Bulgaars: Дебелец) is een stad in Bulgarije. De stad is gelegen in de gemeente Veliko Tarnovo in de  oblast Veliko Tarnovo. De stad ligt hemelsbreed ongeveer 3 km ten zuiden van de regionale hoofdplaats  Veliko Tarnovo en 190 km ten noordoosten van de hoofdstad Sofia.

## Bevolking
Op 31 december 1934 telde Debelets 2.538 inwoners. Dit steeg vervolgens tot een maximum van bijna 5.000 personen in 1975. Sinds 1985 kampt de stad echter met een bevolkingskrimp, als gevolg van emigratie naar grotere steden in het land. Op 31 december 2019 telde de stad 3.689 inwoners.
|  |

Van de 4.032 inwoners reageerden er 3.819 op de optionele volkstelling van 2011. Van deze 3.819 respondenten identificeerden 3.668 personen zichzelf als etnische Bulgaren (96%), gevolgd door 77 Roma (2%), 57 Bulgaarse Turken (1,5%) en 17 personen die tot 'overige' etnische groepen behoorden (0,5%).
| Etnische samenstelling van de respondenten (2011) | Etnische samenstelling van de respondenten (2011) | Etnische samenstelling van de respondenten (2011) | Etnische samenstelling van de respondenten (2011) | Etnische samenstelling van de respondenten (2011) |
| ------------------------------------------------- | ------------------------------------------------- | ------------------------------------------------- | ------------------------------------------------- | ------------------------------------------------- |
|                                                   |                                                   |                                                   |                                                   |                                                   |
| Bulgaren                                          | Bulgaren                                          |                                                   | 96,0%                                             | 96,0%                                             |
| Turken                                            | Turken                                            |                                                   | 1,5%                                              | 1,5%                                              |
| Roma                                              | Roma                                              |                                                   | 2,0%                                              | 2,0%                                              |
| Anders/Onbekend                                   | Anders/Onbekend                                   |                                                   | 0,5%                                              | 0,5%                                              |